# Seznam dílů seriálu Merlí
Toto je seznam dílů seriálu Merlí.

## Seznam dílů

### První řada
| Č. v seriálu | Č. v řadě | Původní název    | Režie         | Datum premiéry     | Sledovanost (v tis.) |
| ------------ | --------- | ---------------- | ------------- | ------------------ | -------------------- |
| 1            | 1         | Els Peripatètics | Eduard Cortés | 14. září 2015      | 566 000              |
| 2            | 2         | Plató            | Eduard Cortés | 25. září 2015      | 544 000              |
| 3            | 3         | Maquiavel        | Eduard Cortés | 28. září 2015      | 556 000              |
| 4            | 4         | Aristòtil        | Eduard Cortés | 5. října 2015      | 591 000              |
| 5            | 5         | Sòcrates         | Eduard Cortés | 12. října 2015     | 559 000              |
| 6            | 6         | Schopenhauer     | Eduard Cortés | 19. října 2015     | 538 000              |
| 7            | 7         | Foucault         | Eduard Cortés | 26. října 2015     | 459 000              |
| 8            | 8         | Guy Debord       | Eduard Cortés | 2. listopadu 2015  | 555 000              |
| 9            | 9         | Epicur           | Eduard Cortés | 9. listopadu 2015  | 559 000              |
| 10           | 10        | Els escèptics    | Eduard Cortés | 16. listopadu 2015 | 577 000              |
| 11           | 11        | Els sofistes     | Eduard Cortés | 23. listopadu 2015 | 610 000              |
| 12           | 12        | Hume             | Eduard Cortés | 30. listopadu 2015 | 592 000              |
| 13           | 13        | Nietzsche        | Eduard Cortés | 7. prosince 2016   | 591 000              |

### Druhá řada
| Č. v seriálu | Č. v řadě | Původní název    | Režie         | Datum premiéry     | Sledovanost (v tis.) |
| ------------ | --------- | ---------------- | ------------- | ------------------ | -------------------- |
| 14           | 1         | Els Presocràtics | Eduard Cortés | 19. září 2016      | 577 000              |
| 15           | 2         | Thomas Hobbes    | Eduard Cortés | 26. září 2016      | 527 000              |
| 16           | 3         | Els estoics      | Eduard Cortés | 3. října 2016      | 559 000              |
| 17           | 4         | Kant             | Eduard Cortés | 10. října 2016     | 511 000              |
| 18           | 5         | Hipàrquia        | Eduard Cortés | 17. října 2016     | 524 000              |
| 19           | 6         | Montaigne        | Eduard Cortés | 26. října 2016     | 461 000              |
| 20           | 7         | Judith Butler    | Eduard Cortés | 31. října 2016     | 308 000              |
| 21           | 8         | Freud            | Eduard Cortés | 7. listopadu 2016  | 541 000              |
| 22           | 9         | Descartes        | Eduard Cortés | 14. listopadu 2016 | 531 000              |
| 23           | 10        | Engels           | Eduard Cortés | 21. listopadu 2016 | 578 000              |
| 24           | 11        | Zizek            | Eduard Cortés | 28. listopadu 2016 | 562 000              |
| 25           | 12        | El taoisme       | Eduard Cortés | 5. prosince 2016   | 389 000              |
| 26           | 13        | Boeci            | Eduard Cortés | 12. prosince 2016  | 599 000              |

### Třetí řada
| Č. v seriálu | Č. v řadě | Původní název                  | Režie         | Datum premiéry     | Sledovanost (v tis.) |
| ------------ | --------- | ------------------------------ | ------------- | ------------------ | -------------------- |
| 27           | 1         | Walter Benjamin                | Eduard Cortés | 2. ledna 2017      | 510 000              |
| 28           | 2         | Adam Smith                     | Eduard Cortés | 25. září 2017      | 449 000              |
| 29           | 3         | Albert Camus                   | Eduard Cortés | 2. října 2017      | 528 000              |
| 30           | 4         | Karl Marx                      | Eduard Cortés | 9. října 2017      | 456 000              |
| 31           | 5         | Hannah Arendt                  | Eduard Cortés | 23. října 2017     | 496 000              |
| 32           | 6         | Kierkegaard                    | Eduard Cortés | 30. října 2017     | 530 000              |
| 33           | 7         | Thoreau                        | Eduard Cortés | 6. listopadu 2017  | 507 000              |
| 34           | 8         | Plotí                          | Eduard Cortés | 13. listopadu 2017 | 530 000              |
| 35           | 9         | Zygmunt Bauman                 | Eduard Cortés | 20. listopadu 2017 | 491 000              |
| 36           | 10        | Heidegger                      | Eduard Cortés | 26. listopadu 2017 | 468 000              |
| 37           | 11        | Hegel                          | Eduard Cortés | 2. prosince 2017   | 598 000              |
| 38           | 12        | Sant Agustí                    | Eduard Cortés | 11. prosince 2017  | 437 000              |
| 39           | 13        | Els Peripatètics del segle XXI | Eduard Cortés | 8. ledna 2018      | 542 000              |
| 40           | 14        | Merlí Bergeron                 | Eduard Cortés | 15. ledna 2018     | 693 000              |